# Tambahrejo (Kota Blora)
Tambahrejo is een bestuurslaag in het regentschap Blora van de provincie Midden-Java, Indonesië. Tambahrejo telt 2117 inwoners (volkstelling 2010).